# Cmentarz polskokatolicki w Bolesławiu
Cmentarz polskokatolicki w Bolesławiu – czynny cmentarz wyznaniowy dla wiernych Kościoła Polskokatolickiego położony we wsi Bolesław (powiat olkuski) w województwie małopolskim. Cmentarz administrowany jest przez parafię Bożego Ciała w Bolesławiu. We wsi znajduje się jedno z największych skupisk wyznawców Kościoła Polskokatolickiego.
Parafia polskokatolicka w Bolesławiu powstała w 1957 w wyniku zatargu wiernych tutejszej parafii rzymskokatolickiej z biskupem kieleckim. Wszystko zaczęło się od sporu pomiędzy parafianami a miejscowym proboszczem, księdzem Janem Kornobisem. Parafię polskokatolicką we wsi ustanowiono 15 października 1957, wtedy też przystąpiono do organizowania oddzielnego cmentarza wyznaniowego.